# Ricarda Schwerin
Ricarda Schwerin (* 30. Januar 1912 in Göttingen als Ricarda Meltzer; † 29. Juli 1999 in Jerusalem) war eine deutsch-israelische Fotografin. Sie wurde ab 1930 am Bauhaus in Dessau ausgebildet. Nach der Machtergreifung der Nationalsozialisten musste sie aus Deutschland fliehen und lebte ab 1935 in Palästina. Hier stellte sie gemeinsam mit ihrem Mann Heinz Schwerin Spielzeug her, das 1937 in Paris auf der Weltfachausstellung präsentiert wurde. Seit Mitte der 1950er Jahre arbeitete sie in Jerusalem wieder in einem Fotoatelier, illustrierte Kinderbücher und porträtierte zahlreiche Politiker und Persönlichkeiten des Landes. Sie ist die Mutter des israelischen Historikers Tom Segev und der ehemaligen Bundestagsabgeordneten Jutta Oesterle-Schwerin.

## Leben und Werk
Ricarda Meltzer wuchs nach dem frühen Tod ihrer Mutter 1915 in einem Kinderheim und bei verschiedenen Verwandten auf. Nachdem sie die Konfirmation verweigert hatte, schickte der Vater sie ins Internat der Herrnhuter Brüdergemeine nach Königsfeld im Schwarzwald. Hier lernte sie Meret Oppenheim kennen. Nach dem Schulabschluss bewarb sich Ricarda Meltzer am Bauhaus in Dessau. Im Sommersemester 1930 wurde sie aufgenommen und absolvierte den Vorkurs. Anschließend studierte sie für je ein Semester in der Werkstatt für Druck und Reklame, in der Fotoklasse von Walter Peterhans sowie in der Bau-Ausbauwerkstatt.
Im Sommer 1931 lernte sie am Bauhaus den jüdischen Kommunisten Heinz Schwerin kennen, der im Oktober desselben Jahres in die Studierendenvertretung des Bauhauses gewählt wurde. Zu dieser Zeit verstärkte sich bereits der politische Druck von Seiten des durch die Nationalsozialisten dominierten Gemeinderates auf die Bauhaus-Leitung. Die Nationalsozialisten verfolgten das Ziel, die Hochschule zu schließen. Im Wintersemester 1931/1932 wurde nach einem Eklat um Fragen der studentischen Mitbestimmungsmöglichkeiten Heinz Schwerin des Bauhauses verwiesen und er erhielt ein Hausverbot. Aus gesundheitlichen Gründen beurlaubte man auch Ricarda Meltzer. 1932 ließ man sie nicht wieder zum Studium zu und erteilte auch ihr, aufgrund ihrer politischen Ansichten, Hausverbot am Bauhaus.
Das Paar ging nach Berlin, und Ricarda Meltzer arbeitete im Fotoatelier von Grete Stern und Ellen Auerbach ringl + pit. Im Winter 1933 setzten Ricarda Meltzer und Heinz Schwerin in Frankfurt ihr Studium an der Schule für freie und angewandte Kunst fort.
Nach der Machtergreifung der Nationalsozialisten wurde Heinz Schwerin wegen der Verteilung kommunistischer Flugblätter verhaftet. Ricarda Meltzer tauchte unter und vernichtete alle persönlichen Unterlagen, zu denen auch ihre Fotoreportage von Potsdam zählte, die Bestandteil ihrer Abschlussarbeit sein sollte. Nachdem Heinz Schwerin die Flucht aus dem Gefängnis gelungen war, flüchteten beide im Mai 1933 nach Prag. Hier gründeten sie die Werbeagentur Hammer und Pinsel. Von Prag emigrierten sie zunächst nach Genf und 1935 nach Ungarn. In Pécs heiratete das Paar im Beisein der Bauhäusler Etel Fodor-Mittag und Ernst Mittag. Im August 1935 wanderte das Ehepaar Schwerin ins britische Mandatsgebiet Palästina aus.
Um den Lebensunterhalt im Mandatsgebiet zu sichern, übernahm Ricarda Schwerin Haushaltsarbeiten in einem Hotel. Ab 1936 richteten sich Ricarda und Heinz Schwerin eine Holzwerkstatt ein. Hier entwarfen sie Holzspielzeug und gründeten das Unternehmen Schwerin Wooden Toys. Die Spielzeuge verkauften sich gut und wurden ins Ausland exportiert. Das Ehepaar stellte 1937 einige Produkte auf der Pariser Weltfachausstellung aus. Bis zur Geburt der Tochter Jutta im Februar 1941 arbeitete Ricarda Schwerin in der Werkstatt, danach kümmerte sie sich um den Vertrieb der Produkte. Im März 1945 wurde ihr Sohn Tom geboren.
Heinz Schwerin verunglückte 1948 im Palästinakrieg als Kämpfer der Hagana tödlich. Ricarda Schwerin zog mit ihren Kindern aus dem Kriegsgebiet in die Jerusalemer Innenstadt. Um den Lebensunterhalt für sich und ihre Familie zu sichern, übernahm sie Haushaltsarbeiten, eröffnete einen Kindergarten und gründete ein privates Säuglingsheim für Flüchtlingskinder.
1955 lernte sie den Fotografen Alfred Bernheim kennen und arbeitete zunächst als Assistentin in seinem Fotoatelier. Bis zum Tod von Bernheim im Jahr 1974 lebte und arbeitete das Paar zusammen in Jerusalem. Die Fotografen porträtierten zahlreiche Politiker, Emigranten und bekannte Persönlichkeiten des Landes, unter anderem Golda Meir, Mosche Dajan, David Ben Gurion, James Baldwin, Martin Buber, Jitzchak Rabin, Heinrich Blücher und Hannah Arendt, die sie 1961 beim Eichmann-Prozess kennenlernte.

„Das Photographieren dürfen Sie unter keinen Umständen aufgeben.“

Darüber hinaus widmeten sich Ricarda Schwerin und Alfred Bernheim der Architekturfotografie. 1969 erschien ihr gemeinsamer Bildband Jerusalem – Rock of Ages. Eine Dokumentation zeitgenössischer Architektur Israels mit Fotografien von Ricarda Schwerin wurde in der Kunst-Zeitschrift Ariel publiziert. Für zwei Kinderbücher lieferte sie die Illustration. Nach dem Tod von Bernheim führte Ricarda Schwerin das Fotoatelier noch drei Jahre weiter. Um ihr Auskommen zu sichern, ließ sie sich im Alter von 65 Jahren als Fremdenführerin ausbilden. Sie arbeitete für ein Jerusalemer Tourismusbüro bis ins hohe Alter. Am 29. Juli 1999 starb Ricarda Schwerin in Jerusalem.
Ihre Tochter Jutta Oesterle-Schwerin engagierte sich in der Bundesrepublik in der Politik und war von 1987 bis 1990 für die Partei Die Grünen Mitglied im Deutschen Bundestag. Ihr Sohn, Tom Segev, beschäftigt sich als Historiker mit der Geschichte des Zionismus.

## Rezeption und Ehrung

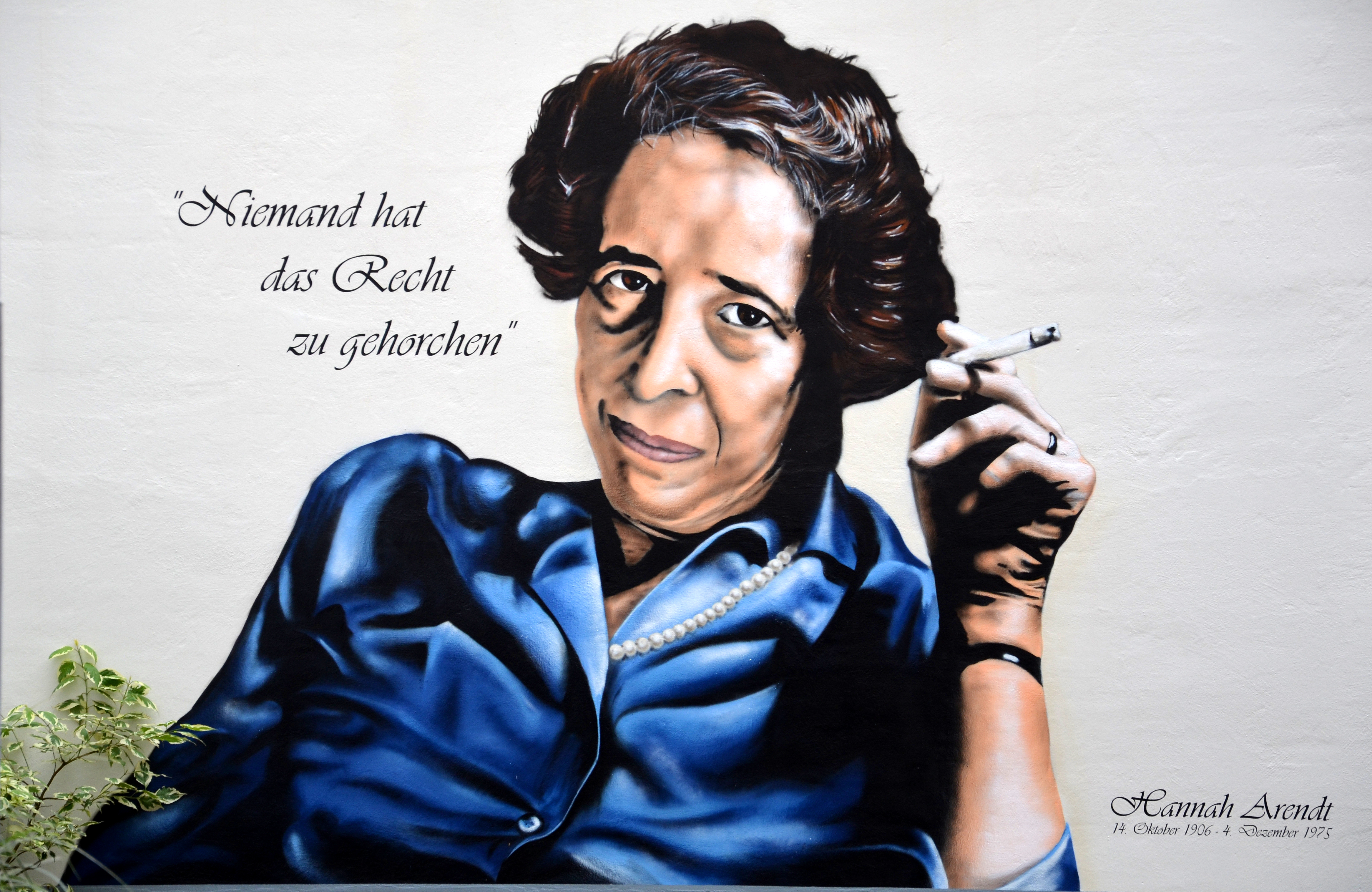
Graffiti „Hannah Arendt: Niemand hat das Recht zu gehorchen“, nach einer Fotografie von Ricarda Schwerin in Hannover-Linden

Der Nachlass der Fotografin mit der Negativsammlung befindet sich heute zu großen Teilen im Israel-Museum in Jerusalem. 2012 veröffentlichte ihre Tochter im Buch Ricardas Tochter – Leben zwischen Deutschland und Israel die Erinnerungen an ihre Mutter. In den Jahren 2011 und 2013 widmeten sich Ausstellungen am Bauhaus Dessau dem künstlerischen Schaffen der Fotografin:
- Kibbuz und Bauhaus, Dessau 2011
- Vom Bauhaus nach Palästina: Chanan Frenkel, Ricarda und Heinz Schwerin, Meisterhaus Muche/Schlemmer, Dessau, 2013

## Werke von Ricarda Schwerin (Auswahl)
- Jerusalem – Rock of Ages - Bildband, gemeinsam mit Alfred Bernheim
- Sippurim LeNivi – Kinderbuch (Illustration)
- Nono -Kinderbuch – Kinderbuch (Illustration)